# ヴェラーノ・ブリアンツァ
ヴェラーノ・ブリアンツァ（伊: Verano Brianza）は、イタリア共和国ロンバルディア州モンツァ・エ・ブリアンツァ県にある、人口約9,100人の基礎自治体（コムーネ）。

## 地理

### 位置・広がり

#### 隣接コムーネ
隣接するコムーネは以下の通り。
- ブリオスコ
- カラーテ・ブリアンツァ
- ジュッサーノ

### 気候分類・地震分類
気候分類では、zona E, 2537 GGに分類される。
また、イタリアの地震リスク階級 (it) では、zona 4 (sismicità molto bassa) に分類される。